# Money in the Bank (2023)
Money in the Bank (2023) – gala wrestlingu wyprodukowana przez federację WWE dla zawodników z brandów Raw i SmackDown. Odbyła się 1 lipca 2023 w The O2 Arena w Londynie w Anglii. Emisja była przeprowadzana na żywo za pośrednictwem serwisu strumieniowego Peacock w Stanach Zjednoczonych i WWE Network na całym świecie oraz w systemie pay-per-view. Była to czternasta gala w chronologii cyklu Money in the Bank. Było to pierwsze Money in the Bank, które odbyło się poza Stanami Zjednoczonymi, a także pierwsza duża gala WWE, która odbyła się w Londynie od Insurrextion w maju 2002 i ogólnie w Anglii od Insurrextion w czerwcu 2003.
Na gali odbyło się siedem walk. W walce wieczoru, The Usos (Jey Uso i Jimmy Uso) pokonali The Bloodline (Romana Reignsa i Solo Sikoa) w „Bloodline Civil War” tag team matchu. To był pierwszy raz, kiedy Reigns został przypięty od grudnia 2019 roku. Dodatkowo, Damian Priest i Iyo Sky wygrali odpowiednio męski i żeński Money in the Bank ladder match. W innych ważnych walkach, Seth „Freakin” Rollins pokonał Finna Bálora broniąc World Heavyweight Championship, Liv Morgan i Raquel Rodriguez pokonały Rondę Rousey i Shaynę Baszler zdobywając WWE Women’s Tag Team Championship. Gala obejmowała również niespodziewane pojawienie się Johna Ceny i niespodziewany powrót Drew McIntyre’a, obaj pojawili się po raz pierwszy od WrestleManii 39 w kwietniu 2023 roku.

## Produkcja i rywalizacje
Money in the Bank oferowało walki profesjonalnego wrestlingu z udziałem wrestlerów należących do brandów Raw i SmackDown. Wyreżyserowane rywalizacje (storyline’y) były kreowane podczas cotygodniowych gal Raw i SmackDown. Wrestlerzy są przedstawieni jako heele (negatywni, źli zawodnicy i najczęściej wrogowie publiki) i face’owie (pozytywni, dobrzy i najczęściej ulubieńcy publiki), którzy rywalizują pomiędzy sobą w seriach walk mających budować napięcie. Kulminacją rywalizacji jest walka wrestlerska lub ich seria.
Walką charakterystyczną dla cyklu WWE Money in the Bank jest Money in the Bank ladder match, w którym zawodnicy walczą o zawieszoną nad ringiem walizkę Money in the Bank. W walizce znajduje się kontrakt upoważniający jego posiadacza/posiadaczkę do walki z obecnym mistrzem świata lub mistrzynią kobiet w dowolnym miejscu i czasie. Kontrakt może zostać wykorzystany do 12 miesięcy od dnia zdobycia walizki Money in the Bank. W tegorocznej edycji do Money in the Bank ladder matchu wyznaczono trzech zawodników oraz trzy zawodniczki z brandu Raw, a także trzech zawodników oraz trzy zawodniczki z brandu SmackDown.

### Męski Money in the Bank ladder match
Walki kwalifikacyjne do męskiego Money in the Bank ladder matchu rozpoczęły się 29 maja na odcinku Raw. Ricochet i Shinsuke Nakamura zostali pierwszymi i drugimi zakwalifikowanymi uczestnikami, pokonując odpowiednio The Miza i Bronsona Reeda. Następna walka kwalifikacyjna odbyła się 2 czerwca na odcinku SmackDown, gdzie LA Knight pokonał Monteza Forda i był trzecim zakwalifikowanym uczestnikiem. Kolejne walki kwalifikacyjne odbyły się 9 czerwca na odcinku SmackDown, gdzie Santos Escobar i Butch zakwalifikowali się, pokonując odpowiednio Mustafę Alego i Barona Corbina. Ostatnia walka kwalifikacyjna miała miejsce 12 czerwca na odcinku Raw, gdzie Damian Priest pokonał Matta Riddle’a, aby się zakwalifikować. Jednak na Raw w następnym tygodniu Logan Paul – w swoim pierwszym występie od pierwszej nocy WrestleManii 39 – ujawnił, że po rozmowie z kierownictwem WWE, będzie również rywalizował w walce.

### Żeński Money in the Bank ladder match
Walki kwalifikacyjne do żeńskiego Money in the Bank ladder matchu rozpoczęły się 2 czerwca na odcinku SmackDown, gdzie Zelina Vega pokonała Lacey Evans i została pierwszą zakwalifikowaną uczestniczką. Kolejne walki kwalifikacyjne odbyły się na Raw w następnym tygodniu, gdzie Becky Lynch i Zoey Stark zakwalifikowały się, pokonując odpowiednio Sonyę Deville i Natalyę. Kolejne walki kwalifikacyjne odbyły się 9 czerwca na odcinku SmackDown, gdzie Bayley i Iyo Sky zakwalifikowały się, pokonując odpowiednio „Michin” Mię Yim i Shotzi. Ostatnia walka kwalifikacyjna miał miejsce 19 czerwca na odcinku Raw, gdzie Trish Stratus pokonała Raquel Rodriguez przez dyskwalifikację dzięki przypadkowej ingerencji Lynch. Dodatkowo, 30 czerwca na odcinku SmackDown, Shotzi zmierzyła się z Bayley, gdzie gdyby Shotzi wygrała, zajęłaby miejsce Bayley w walce; jednak Bayley wygrała, aby zachować swoje miejsce.

### Cody Rhodes vs. Dominik Mysterio
5 czerwca na odcinku Raw, Cody Rhodes udzielił wywiadu dla The Miza w Miz TV. Następnie Miz przedstawił Dominika Mysterio jako niespodziewanego gościa. Dominik wszedł na ring z Rheą Ripley i zaczął kpić z Rhodesa, mówiąc, że jest złym ojcem, bo powinien być w domu z córką. Rhodes powiedział następnie, że ojciec Dominika, Rey Mysterio, popełnił kilka strasznych błędów. Dominik następnie udawał, że opuszcza ring, tylko po to, by wrócić i uderzyć Rhodesa w twarz. W następnym odcinku, Rhodes wyzwał Dominika na pojedynek na Money in the Bank, który Ripley zaakceptowała w jego imieniu.

### Seth „Freakin” Rollins vs. Finn Bálor
8 maja na odcinku Raw, Seth „Freakin” Rollins pokonał Finna Bálora w półfinale turnieju o inauguracyjne mistrzostwo świata wagi ciężkiej, które Rollins ostatecznie wygrał na Night of Champions 27 maja. Na następnym odcinku Raw, Rollins zwyciężył w tag team matchu przeciwko członkom Judgement Day, Bálorowi i Damianowi Priestowi. Doprowadziło to do walki o tytuł w następnym odcinku pomiędzy Rollinsem i Priestem, w którym Rollins zachował tytuł. Po walce Bálor i Rollins stanęli twarzą w twarz. Na odcinku z 12 czerwca, Bálor zawołał Rollinsa i przypomniał sobie, że na SummerSlam w 2016 roku, kiedy pokonał Rollinsa o inaugurację mistrzostwa Universal, Rollins kontuzjował go w walce, co spowodowało, że następnego dnia zwakował tytuł co wykoleiło jego karierę. Bálor twierdził, że zrobiłby to samo Rollinsowi na Money in the Bank, odbierając mu mistrzostwo świata wagi ciężkiej. Następnie Rollins przyjął wyzwanie Bálora o tytuł na Money in the Bank.

### Roman Reigns i Solo Sikoa vs. The Usos („Bloodline Civil War”)
W walce wieczoru nocy pierwszej WrestleManii 39, The Usos (Jey Uso i Jimmy Uso) stracili niekwestionowane mistrzostwo WWE Tag Team, a następnie nie odzyskali go w rewanżu na odcinku SmackDown z 28 kwietnia. Następnie na Backlash, The Bloodline (Solo Sikoa i The Usos) wygrali w six-man tag team matchu, w którym Sikoa zapewnił zwycięstwo, chociaż pomiędzy Sikoą i The Usos doszło do tarć. Na następnym SmackDown, Reigns zażądał od The Usos przeprosin za przegraną i niepowodzenie w odzyskaniu mistrzostw, i chociaż Jimmy nie chciał, Jey przeprosił w ich imieniu. Następnie specjalny doradca Reignsa, Paul Heyman, ogłosił, że jest w stanie zapewnić kolejną walkę o mistrzostwo tag team dla The Bloodline; jednak zamiast The Usos walczyło by o nie Reigns i Sikoa, a walka odbędzie się 27 maja podczas Night of Champions. Na gali, The Usos ingerowali w walkę i przypadkowo zaatakowali Sikoa superkickiem. To rozwścieczyło Reignsa i ostatecznie popchnął obu Usos, jednak Jimmy zemścił się, atakując Reignsa, po czym wraz z Jeyem wycofali się. Reigns i Sikoa ostatecznie przegrali walkę. Na następnym odcinku SmackDown, podczas świętowania osiągnięcia przez Reignsa osiągnięcia 1000 dni jako mistrza Universal, The Usos przerwali. Jimmy stwierdził, że zrobił to, co zrobił na Night of Champions, aby chronić swoją rodzinę, a konkretnie swojego brata Jeya. Jimmy najwyraźniej przekonał Sikoę, by dołączył do nich przeciwko Reignsowi, a The Usos najwyraźniej przekonali Reignsa, że powinni pozostać razem jako rodzina. Reigns następnie objął Jimmy’ego, jednak Reigns odrzucił propozycję Jimmy’ego, co skłoniło Sikoa do zaatakowania Jimmy’ego. W następnym odcinku, Heyman próbował przekonać Jeya do pozostania w The Bloodline, a także przyznało mu walkę o mistrzostwo Stanów Zjednoczonych, w której Jey przegrał po tym, jak Jimmy nieumyślnie go zaatakował. Jednak na następnym odcinku, Jey zwrócił się przeciwko Reignsowi, decydując się pozostać u boku Jimmy’ego. 17 czerwca na odcinku SmackDown LowDown ogłoszono, że The Usos zmierzą się z Reignsem i Sikoą na Money in the Bank w pojedynku Tag Team „Bloodline Civil War”.

### Ronda Rousey i Shayna Baszler vs. Liv Morgan i Raquel Rodriguez
Podczas obrony mistrzostwa kobiet Tag Team WWE przez Liv Morgan i Raquel Rodriguez 12 maja na odcinku SmackDown, Morgan autentycznie kontuzjowała ramię. Na Raw w następnym tygodniu Ronda Rousey i Shayna Baszler, w swoim pierwszym występie od nocy 2 WrestleManii 39, zaatakowały Rodriguez po jej walce, chcąc walki o tytuł, niezależnie od tego, czy Rodriguez będzie broniła tytułu sama. Jednak 19 maja na odcinku SmackDown mistrzostwo zostało zwakowane z powodu kontuzji Morgan. Fatal 4-way tag team match zaplanowano na 29 maja na odcinku Raw w celu wyłonienia nowych mistrzyń, w którym wygrali Rousey i Baszler. 23 czerwca na odcinku SmackDown, Rousey i Baszler pokonali mistrzynie NXT Women’s Tag Team, Albę Fyre i Islę Dawn, aby zunifikować mistrzostwa. Podczas walki Rodriguez obserwowała przy ringu. Kiedy odchodziła, Rousey zawołała ją i zapytała, dlaczego tam jest. Powiedziała, że chce rewanżu o tytuł, zanim przedstawią powracającą Morgan. Spojrzały na siebie, zanim Rousey i Baszler opuściły ring. Następnego dnia na SmackDown LowDown ogłoszono, że Rousey i Baszler będą bronić mistrzostwa kobiet Tag Team WWE przeciwko Rodriguez i Morgan na Money in the Bank.

### Gunther vs. Matt Riddle
15 maja na odcinku Raw, Matt Riddle walczył w Battle Royalu, aby wyłonić kolejnego pretendenta Gunthera do mistrzostwa Interkontynentalnego. Podczas walki, na rozkaz Gunthera, jego koledzy ze stajni Imperium, Ludwig Kaiser i Giovanni Vinci, zaatakowali Riddle’a, powodując jego eliminację. Doprowadziło to do sześcioosobowego tag team matchu w następnym tygodniu przeciwko Imperium, w którym drużyna Riddle’a wygrała. Ich rywalizacja trwała przez kolejne odcinki, a 12 czerwca na odcinku Raw, po walce kwalifikacyjnej Riddle’a do Money in the Bank, został zaatakowany przez Kaisera i Gunthera, a później Riddle próbował ingerować w walkę Gunthera i Kaisera o Undisputed WWE Tag Team Championship, co kosztowało tę dwójkę tytuły. W następnym odcinku, po tym jak Riddle pokonał Kaisera, Gunther i Kaiser ponownie zaatakowali Riddle’a, prawie kontuzjując jego nogę. 26 czerwca, Riddle rzucił wyzwanie Guntherowi o jego Intercontinental Championship na Money in the Bank, co Gunther zaakceptował w tym samym odcinku Raw.

## Gala
| Rola:                           | Osoba:                |
| ------------------------------- | --------------------- |
| Komentatorzy angielskojęzyczni  | Michael Cole          |
| Komentatorzy angielskojęzyczni  | Wade Barrett          |
| Komentatorzy hiszpańskojęzyczni | Marcelo Rodriguez     |
| Komentatorzy hiszpańskojęzyczni | Jerry Soto            |
| Spikerzy                        | Mike Rome (SmackDown) |
| Spikerzy                        | Samantha Irvin (Raw)  |
| Sędziowie                       | Danilo Anfibio        |
| Sędziowie                       | Jason Ayers           |
| Sędziowie                       | Jessika Carr          |
| Sędziowie                       | Dan Engler            |
| Sędziowie                       | Daphne Lashaunn       |
| Sędziowie                       | Chad Patton           |
| Sędziowie                       | Rod Zapata            |
| Ankieterka                      | Kayla Braxton         |
| Panel Pre-show                  | Jackie Redmond        |
| Panel Pre-show                  | Matt Camp             |
| Panel Pre-show                  | Peter Rosenberg       |

### Główne show
Gala rozpoczęła się męskim Money in the Bank ladder matchem, w którym wystąpili Damian Priest, Ricochet i Shinsuke Nakamura z Raw, LA Knight, Butch i Santos Escobar ze SmackDown oraz Logan Paul. Na początku walki, wszyscy zapaśnicy wynieśli Paula z ringu. Paul i Priest zgodzili się na sojusz w celu pokonania pozostałych uczestników; jednak Priest szybko zakończył sojusz. Paul wykonał Frog Splash na Priestcie na drabinie. Z powrotem na ringu Butch zdjął Nakamurę i zastosował sleeper hold na Escobarze na drabinie ułożonej jako mostek, tylko po to, by Ricochet przerwał go 450 splashem. Priest wykonał The Reckoning na Butchu, Knight wykonał Suplex na Priestcie z drabiny, Paul wykonał Blockbuster na Knightcie, Ricochet wykonał Shooting Star Press na Paulu, a Escobar wykonał Phantom Driver na Ricochetcie. Następnie Butch wykonał Moonsault z drabiny w tłum. Kiedy Ricochet i Paul byli na szczycie drabiny, Knight ją przewrócił. Na szczycie drabiny Butch pstryknął palcami Priestowi, ale został strącony przez Priesta. Priest następnie odepchnął Escobara i Nakamurę, po czym wykonał Broken Arrow ze szczytu drabiny na Knightcie. W końcówce Priest odpiął walizkę, aby wygrać walkę.
Następnie Ronda Rousey i Shayna Baszler broniły mistrzostwo kobiet Tag Team WWE przeciwko Raquel Rodriguez i Liv Morgan. Baszler miała kontrolę nad Morgan, dopóki Morgan nie zmieniła się z Rodriguez, która wykonała Powerslam na Rousey na nearfall. Gdy Morgan próbowała wykonać Oblivion, Baszler skontrowała w German Suplex i założyła Kirifuda Clutch, ale Morgan uciekła. Krótko po zmienieniu się z Rousey, Baszler obróciła się przeciwko niej i przed odejściem założyła Kirifuda Clutch. Następnie Rodriguez i Morgan wykonały kombinację Tejana Bomb/Oblivion na Rousey, aby zdobyć tytuł po raz drugi.
W trzeciej walce Gunther bronił mistrzostwo Interkontynentalne z Raw przeciwko Mattowi Riddle’owi. Podczas walki, Riddle wylądował na nogach podczas próby German Suplexa, ale skręcił kostkę. Riddle wykonał Floating Bro na Guntherze na nearfall. W kulminacyjnym momencie, Gunther wykonał Powerbomb na nearfall. Następnie Gunther założył half crab do kontuzjowanej kostki, a następnie uderzył go, a następnie założył leglock, aby zmusić Riddle’a do poddania się i zachował tytuł. Po walce, Drew McIntyre powrócił w swoim pierwszym występie od drugiej nocy WrestleManii 39 i spotkał się z Guntherem. Następnie McIntyre wykonał Claymore Kick na Guntherze, po czym stanął wysoko z pasem Intercontinental Championship.
Następnie Cody Rhodes zmierzył się z Dominikiem Mysterio (w towarzystwie Rhei Ripley). W kulminacyjnym momencie, po tym, jak Rhodes wykonał Disaster Kick na Mysterio, Ripley rozproszył Rhodesa. Mysterio próbował wykonać 619, ale Rhodes skontrował to w Alabama Slam, a następnie Cody Cutter i Cross Rhodes, aby wygrać walkę.
Następnie John Cena, w swoim pierwszym występie od pierwszej nocy WrestleManii 39, pojawił się niespodziewanie. Dał promo na temat Londynu i chęci sprowadzenia tam WrestleManii. Grayson Waller przerwał, stwierdzając, że wolałby, aby WrestleMania odbywała się w Australii. Następnie Waller opowiedział o poprzednich porażkach Ceny i przedstawił największy „Grayson Waller Effect” na WrestleManii z Ceną jako gościem specjalnym. Następnie Waller zaatakował Cenę od tyłu, ale kiedy się przechwalał, Cena wykonał Attitude Adjustment na Wallerze, aby zakończyć segment.
Piątą walką był kobiecy Money in the Bank ladder match, w którym wystąpiły Becky Lynch, Trish Stratus i Zoey Stark z Raw i Bayley, Iyo Sky i Zelina Vega ze SmackDown. Sky i Bayley weszły po przeciwnych stronach drabiny, kiedy Lynch ją przewróciła. Następnie Lynch odepchnęła Stark, zanim Stratus wykonała headscissor na Lynch w róg. Lynch i Sky były w stanie chwilowo ujarzmić Stratus, a Vega zdołała użyć Stratus jako pomostu pomiędzy dwiema drabinami, aby wspiąć się na wyższą. Sky wykonała Moonsault z drabiny na inne kobiety. Vega zeskoczyła z drabiny na Lynch. Stark i Stratus postanowiły zawrzeć sojusz przeciwko Lynch i założyć kajdanki na jeden z jej nadgarstków, ale Lynch wyczyściła stół komentatorski i wysłała nad nim Stratus. Następnie Lynch umieściła drabinę jako pomost pomiędzy fartuchem ringowym a stołem komentatorskim i wykonał Manhandle Slam na Stratus na drabinie. Następnie Stark wykonała Neckbreaker na Lynch. Stark i Vega wspięły się po przeciwnych stronach drabiny, a Vega uzyskała przewagę po wykonaniu Code Red na Stark na drabinie ułożonej jako mostek. Gdy Sky wspinała się po drabinie, Bayley ją przewróciła. Bayley wspięła się po drabinie, ale Lynch użyła kajdanek, aby powalić Bayley. Gdy Lynch zbliżała się do zwycięstwa, Sky powaliła ją i skuła kajdankami nadgarstki Lynch i Bayley pomiędzy stopniami drabiny. Sky następnie zdjęła walizkę, aby wygrać walkę.
W przedostatniej walce, Seth „Freakin” Rollins bronił mistrzostwo świata wagi ciężkiej z Raw przeciwko Finnowi Bálorowi. Podczas walki Bálor próbował wykonać Coup de Grâce, ale Rollins uniknął go i zrollował Bálora na nearfall. Rollins wykonał Pedigree na Bálorze przez kolejny nearfall, po czym Damian Priest udał się na ring ze swoją walizką Money in the Bank. Gdy Rollins skupiał się na Prieście, Bálor posłał Rollinsa na barykadę dropkickiem, a następnie wykonał dwa Coup de Grâce, pierwszy ze stołu komentatorskiego, a drugi ze stalowych schodów. Gdy Bálor wspiął się na trzecią linę, Priest wstał, jakby chciał wykorzystać swój kontrakt, co rozproszyło Bálora, pozwalając Rollinsowi wykonać The Stomp na Bálorze, aby zachować tytuł.

### Walka wieczoru
W walce wieczoru The Bloodline (Roman Reigns i Solo Sikoa, w towarzystwie Paula Heymana) zmierzyli się z The Usos (Jey Uso i Jimmy Uso) w „Bloodline Civil War” tag team matchu. Sikoa pokonał Jimmy’ego, ale The Usos rzucili się do ataku. Sikoa następnie zmienił się z Reignsem. Reigns i Jey okrążyli się, a Reigns uzyskał przewagę. Później Jey wykonał suicide dive na Sikoa i spróbował kolejnego, ale Reigns uderzył go z powietrza. Reigns wykonał Superman Punch i zagrał dla publiczności, ale Jimmy włączył się, a The Usos wykonali Double Spear na Reignsie, ale pin został przerwany przez Sikoa. Jey wysłał Sikoa na słupek ringowy, a Reigns wykonał Superman Punch na Jimmym na nearfall. Jimmy wykonał dwa Superkicki na Reignsie i wykonał Frog Splash, ale Reigns skontrował to w gilotynę. Reigns przechwycił superkick Jimmy’ego, ale Jimmy popchnął Reignsa w sędziego, nokautując go. Następnie Usos wykonali 1D na Reignsie, ale sędzia nie był w stanie policzyć pinu. Gdy The Usos wspięli się na narożniki, Reigns i Sikoa wykonali na nich stereo Uranage. Następnie Sikoa wykonał Samoan Spike na Jimmym, a Reigns wykonał Spear na Jeyu, zanim Sikoa zrobił to samo. Gdy ustawili Jimmy’ego na Jeyu, sędzia doszedł do siebie, ale The Usos zkickoutowali.
Sikoa następnie wykonał Superkick na Jimmym na stole komentatorskim i spróbował wykonać Frog Splash, ale Jimmy usunął się z drogi. Po powrocie do ringu Jey wykonał superkick na Reignsie, który następnie wykonał Spear na Jeyu na nearfall. Podczas kickoutu Jey zadał Reignsowi low blow, którego sędzia nie zauważył, tak jak mu Reigns zrobił podczas ich walki na Clash of Champions 2020. Następnie Usos wykonali Superkicki na Reignsie i Sikoa, a na koniec Jey wykonał Frog Splash na Reignsie i przypiął go, aby wygrać walkę. Oznaczało to pierwszą porażkę Reignsa poprzez pinfall od TLC: Tables, Ladders & Chairs w grudniu 2019 roku.

## Wyniki walk
| Nr                                 | Wyniki | Stypulacje                                                               | Czas  |
| ---------------------------------- | --- | ------------------------------------------------------------------------ | ----- |
| 1                                  | Damian Priest pokonał Butcha, LA Knighta, Logana Paula, Ricocheta, Santosa Escobara i Shinsuke Nakamurę                 | Money in the Bank ladder match o kontrakt na walkę o męskie mistrzostwo  | 20:25 |
| 2                                  | Liv Morgan i Raquel Rodriguez pokonały Rondę Rousey i Shaynę Baszler (c) poprzez pinfall                                | Tag team match o WWE Women’s Tag Team Championship                       | 9:00  |
| 3                                  | Gunther (c) pokonał Matta Riddle’a poprzez submission                                                                   | Singles match o WWE Intercontinental Championship                        | 7:45  |
| 4                                  | Cody Rhodes pokonał Dominika Mysterio (z Rheą Ripley) poprzez pinfall                                                   | Singles match                                                            | 8:40  |
| 5                                  | Iyo Sky pokonała Bayley, Becky Lynch, Trish Stratus, Zelinę Vegę i Zoey Stark                                           | Money in the Bank ladder match o kontrakt na walkę o kobiece mistrzostwo | 18:05 |
| 6                                  | Seth „Freakin” Rollins (c) pokonał Finna Bálora poprzez pinfall                                                         | Singles match o World Heavyweight Championship                           | 12:30 |
| 7                                  | The Usos (Jey Uso i Jimmy Uso) pokonali The Bloodline (Romana Reignsa i Solo Sikoa (z Paulem Heymanem)) poprzez pinfall | „Bloodline Civil War” tag team match                                     | 32:10 |
| (c) – mistrz/mistrzyni przed walką | |                                                                          |       |

## Wydarzenia po gali

### Raw
W następnym odcinku Raw, mistrz świata wagi ciężkiej Seth „Freakin” Rollins mówił o swoich planach na SummerSlam, kiedy The Judgement Day (Damian Priest, Rhea Ripley i Dominik Mysterio) przerwali. Doprowadziło to do walki pomiędzy Mysterio i Rollinsem, który ten ostatni wygrał przez dyskwalifikację po interwencji Priesta. Po walce Priest próbował wykorzystać swój kontrakt Money in the Bank, ale pojawił się Bálor i zaatakował Rollinsa, co kosztowało Priesta jego szansę, co spowodowało pewne nieporozumienia pomiędzy Bálorem a Priestem. W następnym tygodniu, kłótnie pomiędzy Bálorem a Priestem trwały nadal, ale później obaj zgodzili się, że Bálor powinien jako pierwszy otrzymać walkę o tytuł. Później na tym odcinku, Judgement Day pokonali drużynę Rollinsa w sześcioosobowym tag team matchu. 17 lipca, na SummerSlam oficjalnie ogłoszono kolejną walkę o mistrzostwo pomiędzy Rollinsem i Bálorem.
Po Money in the Bank, Paul zaatakował Ricocheta za to, że kosztował go walkę. Następnie Ricochet zaprosił Paula, aby spotkał się z nim twarzą w twarz 10 lipca na odcinku Raw, gdzie wyzwał Paula na pojedynek na SummerSlam, ale Paul odrzucił wyzwanie. Paul po raz kolejny przyjął zaproszenie Ricocheta na spotkanie z nim 24 lipca, gdzie Paul zaatakował Ricocheta od tyłu, a następnie przyjął jego wyzwanie na walkę na SummerSlam.
McIntyre kontynuował feud z Imperium (Gunther, Ludwig Kaiser i Giovanni Vinci) przez kilka następnych tygodni, w tym pokonując Kaisera i Vinciego w pojedynku tag teamowym 10 lipca na odcinku Raw. W następnym odcinku, po swojej walce, Gunther zawołał McIntyre’a, a spotkanie twarzą w twarz pomiędzy nimi zaplanowano na następny odcinek. Tam McIntyre wyzwał Gunthera na walkę o jego mistrzostwo tej nocy, jednak Gunther odmówił, ale powiedział, że będzie bronił go przeciwko McIntyre’owi na SummerSlam, która została ogłoszona oficjalnie.
Także na następnym odcinku Raw, Rousey zawołała Baszler, która powiedziała, że była odpowiedzialna za sprowadzenie Rousey do WWE i chociaż musiała przejść przez system WWE, zaczynając od NXT, Rousey pominęła ten proces i miała swoją debiutancką walkę na WrestleManii 34. Baszler powiedziała wtedy, że to ona może w końcu ją uciszyć, a potem pobiły się ze sobą. Po raz kolejny walczyły w następnym tygodniu, a 17 lipca Baszler wyzwała Rousey na ring, jednak odmówiła i powiedziała, że będzie z nią walczyć na SummerSlam. W następnym tygodniu, obie zgodziły się walczyć na SummerSlam, co zostało później potwierdzone.

### SmackDown
Na następnym odcinku SmackDown, odbył się proces Reignsa. Reigns udawał, że nie chce już być wodzem plemienia i uderzył Jeya low blowem. Jimmy następnie zaatakował Reignsa, dopóki Sikoa go nie wyrzucił i brutalnie zaatakował, a Jimmy został zabrany do szpitala. Później tej nocy, Jey brutalnie zaatakował Reignsa i Sikoę stalowym krzesłem, po czym rzucił wyzwanie Reignsowi o niekwestionowane mistrzostwo WWE Universal. W następnym tygodniu, Jey rozmawiał o wzajemnych relacjach swojej rodziny, zanim przerwał mu Sikoa i specjalny doradca Reignsa, Paul Heyman, który powiedział, że Reigns spotka się z Jeyem w następnym tygodniu, aby omówić „zasady zaręczyn”. Tam zdecydowano, że Reigns będzie bronił niekwestionowane mistrzostwo WWE Universal przeciwko Jeyowi w anything goes matchu o nazwie „Tribal Combat”, w którym oprócz mistrzostw zwycięzca zostanie uznany za wodza plemienia rodziny Anoaʻi. To wraca do początku czasów Reignsa jako mistrza universal, gdzie pokonał Jeya w Hell in a Cell „I Quit” matchu i zmusił Jeya do uznania go za „głowę stołu”.